# Campionato cubano di baseball
Il campionato cubano di baseball è un insieme di tornei dilettantistici a base nazionale o provinciale istituiti dalla Federación Cubana de Béisbol. Le squadre nella massima serie rappresentano le 16 province di Cuba.
| Squadra             | Provincia            | Città                 |
| ------------------- | -------------------- | --------------------- |
| Artemisa            | Artemisa             | Artemisa              |
| Camagüey            | Camagüey             | Camagüey              |
| Ciego de Ávila      | Ciego de Ávila       | Ciego de Ávila        |
| Cienfuegos          | Cienfuegos           | Cienfuegos            |
| Granma              | Granma               | Bayamo                |
| Guantánamo          | Guantánamo           | Guantánamo            |
| Holguín             | Holguín              | Holguín               |
| Industriales        | -                    | L'Avana               |
| Isla de la Juventud | Isola della Gioventù | Nueva Gerona          |
| Las Tunas           | Las Tunas            | Victoria de Las Tunas |
| Matanzas            | Matanzas             | Matanzas              |
| Mayabeque           | Mayabeque            | San José de las Lajas |
| Pinar del Río       | Pinar del Río        | Pinar del Río         |
| Sancti Spíritus     | Sancti Spíritus      | Sancti Spíritus       |
| Santiago di Cuba    | Santiago di Cuba     | Santiago di Cuba      |
| Villa Clara         | Villa Clara          | Santa Clara           |